# شین‌ایچی تسوتسومی
شین‌ایچی تسوتسومی (انگلیسی: Shinichi Tsutsumi؛ زادهٔ ۷ ژوئیهٔ ۱۹۶۴) هنرپیشه اهل ژاپن است. وی از سال ۱۹۸۴ میلادی تاکنون مشغول فعالیت بوده‌است.
از فیلم‌هایی که وی در آن نقش داشته است، می‌توان به غروب جاودان محله سوم، یک تماس از دست رفته، دوشنبه و خواهر کوچک ما اشاره کرد.